# 2022年亞洲運動會七人制橄欖球比賽
2022年亞洲運動會七人制橄欖球比賽是因2019冠状病毒病疫情而延期至2023年进行的第十九屆亞洲運動會的其中一項競賽項目，於2023年9月24日至9月26日在中國杭州师范大学仓前校区体育场舉行，共產生2面金牌。

## 分组情况
抽签仪式于2023年8月22日在线上进行。
2023年9月，男子项目分组情况最终确定，被亚洲橄榄球总会暂停会员资格的斯里兰卡运动员确定以亚奥理事会旗帜参赛。

### 男子
| A组 - 中国香港 - 菲律賓 - 马来西亚 | B组 - 独立运动员 - 中華臺北 | C组 - 日本 - 新加坡 - 泰國 | D组 - 阿联酋 - 中國 - 阿富汗 - 尼泊尔 |

### 女子
| A组 - 中國 - 泰國 | B组 - 中国香港 - 印度 - 日本 - 新加坡 |

## 赛程
以下是七人制橄榄球项目的比赛赛程：
| P | 小组赛 | ¼ |  | ½ | 半决赛 | B | 铜牌赛 | F | 决赛 |

| 日期→项目↓ | 2023年9月   | 2023年9月   | 2023年9月   | 2023年9月   | 2023年9月   | 2023年9月   | 2023年9月   | 2023年9月   | 2023年9月   |
| 日期→项目↓ | 24日 （日） | 25日 （一） | 25日 （一） | 26日 （二） | 26日 （二） | 26日 （二） | 26日 （二） | 26日 （二） | 26日 （二） |
| ---------- | ----------- | ----------- | ----------- | ----------- | ----------- | ----------- | ----------- | ----------- | ----------- |
| 男子       | P           | ¼           | ¼           | ½           | ½           | B           | B           | F           | F           |
| 女子       | P           | P           | ½           | B           | B           | B           | F           | F           | F           |

## 獎牌榜
*   主办国家/地区（中国）
| 排名                | 代表团              | 金牌 | 銀牌 | 銅牌 | 总计 |
| ------------------- | ------------------- | ---- | ---- | ---- | ---- |
| 1                   | 中国香港            | 1    | 0    | 1    | 2    |
| 2                   | 中国*               | 1    | 0    | 0    | 1    |
| 3                   | 日本                | 0    | 1    | 1    | 2    |
| 4                   | 韩国                | 0    | 1    | 0    | 1    |
| 总计（共4个代表团） | 总计（共4个代表团） | 2    | 2    | 2    | 6    |

## 獎牌得主
| 項目 | 金牌 | 银牌 | 铜牌 |
| 男子 | 中国香港（HKG） · 禾獲特 · 高凡迪爾 · 虎拿當尼 · 丹馬克 · 蔡紀駿 · 賀頤盛 · 靴貝特 · 李卡度 · 史戴爾斯 · 韋兆新 · 姚錦成 · 麥堅力 | 韩国（KOR） · Kim Chan-ju · Lee Jin-kyu · Han Kun-kyu · Chang Yong-heung · Kim Nam-uk · Kim Hyun-soo · Jeong Yeon-sik · Park Wan-yong · Lee Geon · Hwang In-jo · Jang Jeong-min · Kim Eui-tae | 日本（JPN） · 石田吉平 · 吉泽太一 · 加纳辽大 · 松本纯弥 · Josua Kerevi · 福士萌起 · 谷中树平 · 野口宜裕 · 奥平湧 · 丸尾崇真 · 林大成 · 石田大河 |
| 女子 | 中国（CHN） · 闫美玲 · 徐晓燕 · 谷瑶瑶 · 王婉钰 · 陈可怡 · 吴娟 · 杨飞飞 · 廖九丽 · 刘潇倩 · 胡宇 · 窦欣蓉 · 周燕                 | 日本（JPN） · 中村知春 · 梶木真凛 · 大竹风美子 · 田中笑伊 · 三枝千晃 · 大谷芽生 · 平野优芽 · 松田凛日 · 堤穗乃花 · 辻崎由希乃 · 原若花 · 须田伦代                                             | 中国香港（HKG） · 霍山文 · 歐陽倩怡 · 陳穎 · 高香慧 · 李念殷 · 藍嘉敏 · 何芷媛 · 冯海晴 · 何維銨 · 陳楚琪 · 谢詠翘 · 莊嘉欣                     |

## 外部連結
- 官方成绩册（页面存档备份，存于）